# Napeogenes curvilutea
Napeogenes curvilutea är en fjärilsart som beskrevs av William James Kaye 1918. Napeogenes curvilutea ingår i släktet Napeogenes och familjen praktfjärilar. Inga underarter finns listade i Catalogue of Life.